# Pilgrims
Pilgrims (с англ. — «Пилигримы») — компьютерная игра в жанре квеста, разработанная студией Amanita Design. Игра была выпущена 6 октября 2019 года без предварительного объявления. Игра была выпущена для платформ Windows, Linux и iOS. Pilgrims стала одной из первых игр, которую распространяли через онлайн-сервис цифровой дистрибуции компьютерных игр Apple Arcade.

## Разработка
Игра разрабатывалась командой под руководством Якуба Дворски. Она находилась в разработке в течение двух лет. Идея для игры выросла из карточной мини-игры, которая является одним из заданий в игре Samorost 3.

## Геймплей
Pilgrims — это point-and-click-квест. Игрок управляет искателем приключений, который хочет прокатиться на лодке, но хозяйка лодки (перевозчица) отказывается брать его до тех пор, пока он не поймает птичку в качестве платы за поездку. В итоге к нему присоединяются другие персонажи (старушка, чёрт, охотник и принцесса). У каждого из них есть своя проблема, которую игрок должен решить для того, чтобы заполучить неуловимую птицу, а также возможность помочь себе в своём приключении.
Мир игры состоит из набора сцен, по которым можно путешествовать, используя карту мира. Рассматривая сцену игрок может щёлкать на предметы для того, чтобы брать их. Подобранные предметы, а также персонажи, присоединившиеся к игроку, представлены в виде колоды карт, расположенной в области под сценой. Карты можно перетаскивать из колоды на сцену для того, чтобы использовать их. Для того, чтобы справиться с некоторыми задачами игрок может подобрать несколько решений, выбирая иного персонажа или иной предмет, так что история может несколько отличаться при разных прохождениях.

## Отзывы
Pilgrims получила положительные отзывы критиков. Сайт Games.cz дал ей оценку 8 из 10, заявив, что это была хорошая прогулка по миру чешских сказок и юмора. Сайт Rock, Paper, Shotgun похвалил замысел игры и достоинство её реиграбельности. Сайт Adventure Gamers присвоил игре Pilgrims рейтинг «превосходная». Сайт Pocket Gamer отметил, что Pilgrims предлагает креативные головоломки с разными способами решения, а неожиданные реакции персонажей и живые анимации делают игровой процесс увлекательным.

### Награды
Игра была номинирована на награду A-Train Award for Best Mobile Game на церемонии New York Game Awards. Также игра была номинирована на две награды на церемонии Czech Game of the Year Awards в категориях «Главная награда» и «Аудиовизуальное исполнение».